# Estilo dedálico

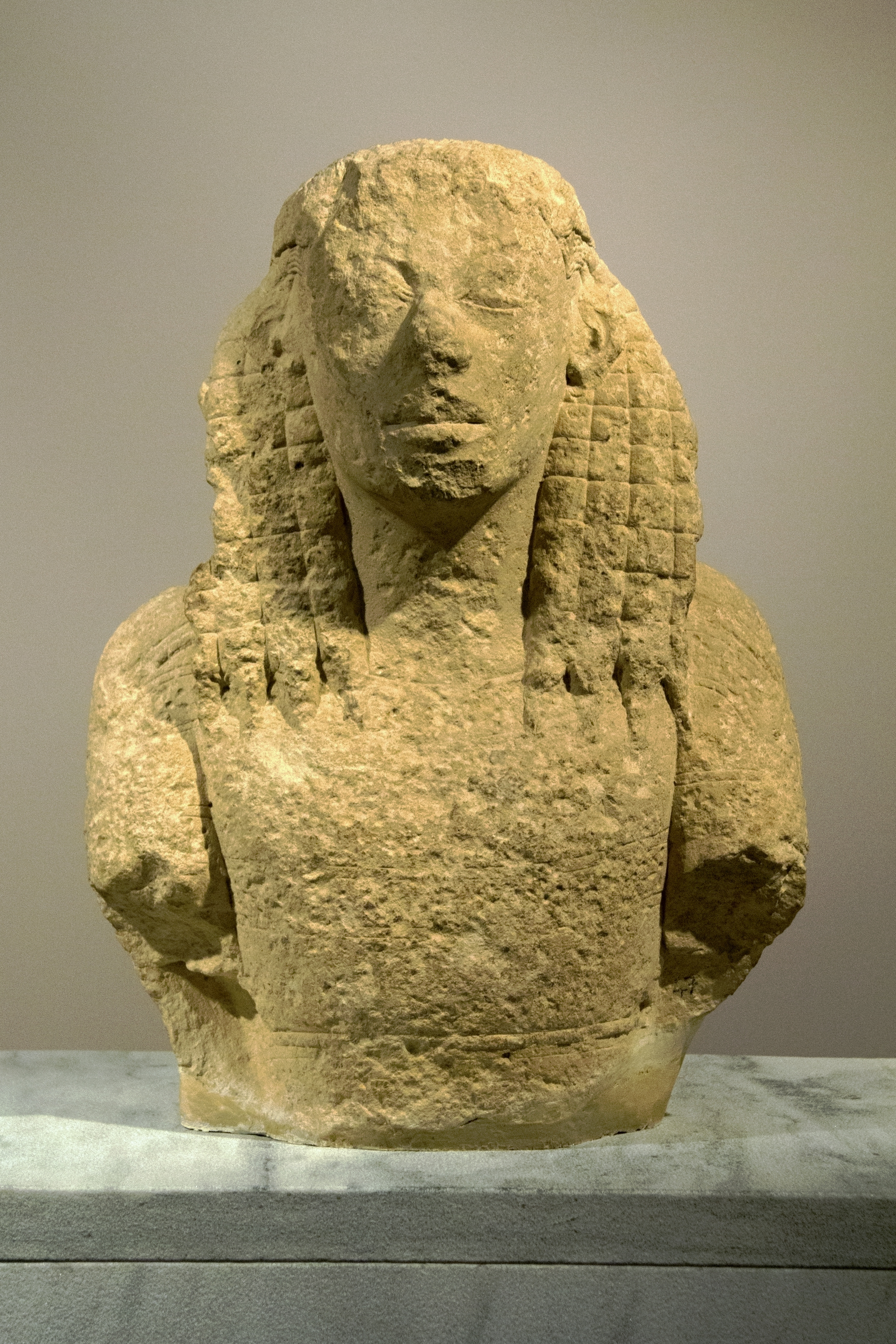
El torso de Eleuterna, escultura de estilo dedálico del siglo Se conserva en el Museo Arqueológico de Heraclión.

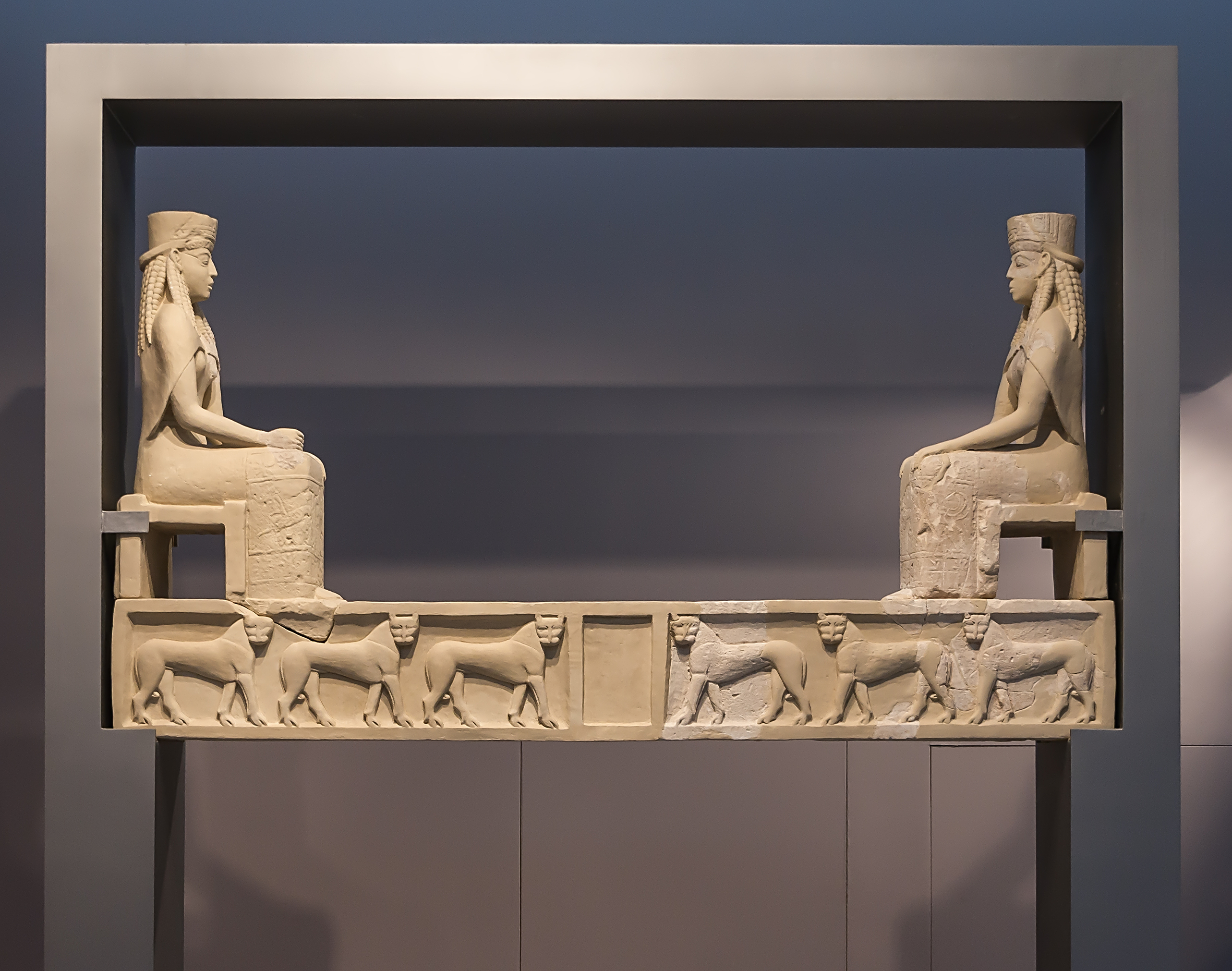
Esculturas del templo A de Priniás.

En escultura se denomina como Estilo dedálico a una corriente que se produce dentro de la escultura arcaica griega, la cual toma el nombre mítico del inventor Dédalo, y que se desarrolló principalmente desde el segundo cuarto del siglo VII a. C. hasta finales de ese mismo siglo. A este estilo pertenecen algunas de las primeras grandes estatuas en piedra del mundo griego.
Esta escuela recoge la influencia de las antiguas imágenes de madera (llamadas xoana), destinadas al culto y también la de los modelos egipcios transmitidos a través de los vínculos comerciales que mantuvieron los griegos con Egipto, lo que derivó en la presencia de asentamientos griegos en el área del Nilo.
Las estatuas representadas en este estilo observan una estricta frontalidad. Una de sus características más singulares es la representación de los cabellos: largos y bien peinados, con mechones, divididos en pisos y que a la vez se dividen en dos partes en forma de triángulo a los lados de la cabeza mientras el resto cae por la espalda. Por otra parte, se representa el rostro en forma de triángulo invertido, la nariz larga y recta, la frente estrecha y el cráneo plano.
Son ejemplos de esta escuela la Dama de Auxerre, el torso de Eleuterna y las estatuas del templo A de Priniás.